# Uwe Fritz
Uwe Fritz (* 31. Oktober 1963 in Backnang) ist ein deutscher Zoologe. Sein Forschungsschwerpunkt ist die Herpetologie, insbesondere die Schildkröten.

## Leben
Von 1982 bis 1989 hatte Fritz ein Stipendium der Studienstiftung des deutschen Volkes, mit dem er von 1985 bis 1989 ein Diplom-Biologiestudium an der Universität Hohenheim in Stuttgart absolvierte. Von 1990 bis 1996 war er als Kurator im Aquarienhaus des Zoologisch-botanischen Gartens Wilhelma in Stuttgart tätig. 1996 wurde er unter der Leitung von Hinrich Rahmann zum Doctor rerum naturalium an der Universität Hohenheim in Stuttgart promoviert. 1996 wurde er Kurator für Herpetologie am Museum für Tierkunde Dresden. 1997 wurde er stellvertretender Direktor am Museum für Tierkunde Dresden und Dozent für Wirbeltiermorphologie und Systematik an der Fakultät für Biowissenschaften, Pharmazie und Psychologie der Universität Leipzig. Im Jahr 2000 wurde er Leiter der Wirbeltierabteilung und im Jahr 2001 Direktor am Museum für Tierkunde Dresden. Im Jahr 2004 wurde er habilitiert und erhielt die Lehrberechtigung der Universität Leipzig. Von 2005 bis 2009 war er geschäftsführender Direktor der Senckenberg Naturhistorischen Sammlungen Dresden. 2008 wurde er außerplanmäßiger Professor an der Universität Leipzig. Seit 2009 ist er Mitglied des Senckenberg-Direktoriums und dort für die Sammlungen und die wissenschaftlichen Zeitschriften zuständig. 
Fritz war Co-Erstbeschreiber von mindestens dreizehn Schildkrötenarten, darunter Cuora picturata, Cyclemis enigmatica, Cyclemis fusca, Cyclemis gemeli, Pelomedusa barbata, Emys trinacris und Trachemys medemi. Im Jahr 2013 konnte er durch einen DNA-Vergleich darlegen, dass die Unterart Pelusios subniger parietalis von den Seychellen kein eigenständiges Taxon darstellt, sondern dass es sich um Exemplare der Nominatform von Pelusios subniger vom afrikanischen Festland handelt, die von Menschen auf die Seychellen gebracht wurden. Im selben Jahr veröffentlichte Fritz eine DNA-Studie, in der er darlegte, dass es sich bei der für ausgestorben gehaltenen Art Pelusios seychellensis von den Seychellen um eine Fehlbestimmung handelt. Diese Art war nur von drei Exemplaren bekannt, die 1895 auf der Seychellen-Insel Mahé gesammelt wurden. Die DNA-Analyse kam jedoch zu dem Ergebnis, dass die drei Exemplare die Art Pelusios castaneus vom afrikanischen Festland repräsentieren und Pelusios seychellensis somit nie ein valides Taxon war.
Neben zahlreichen Fachaufsätzen verfasste Fritz mehrere Bücher über Schildkröten, darunter Handbuch der Reptilien und Amphibien Europas, Schildkröten I (Land- und Sumpfschildkröten) Bataguridae, Testudinidae (2001), Die Europäische Sumpfschildkröte (2003), Proceedings of the 3rd International Symposium on Emys orbicularis (2004), Handbuch der Reptilien und Amphibien Europas, Band 3 Schildkröten II Meeresschildkröten (2005), Checklist of Chelonians of the World (2007) sowie Die Schildkröten Europas (2012).